# Bananenfalter

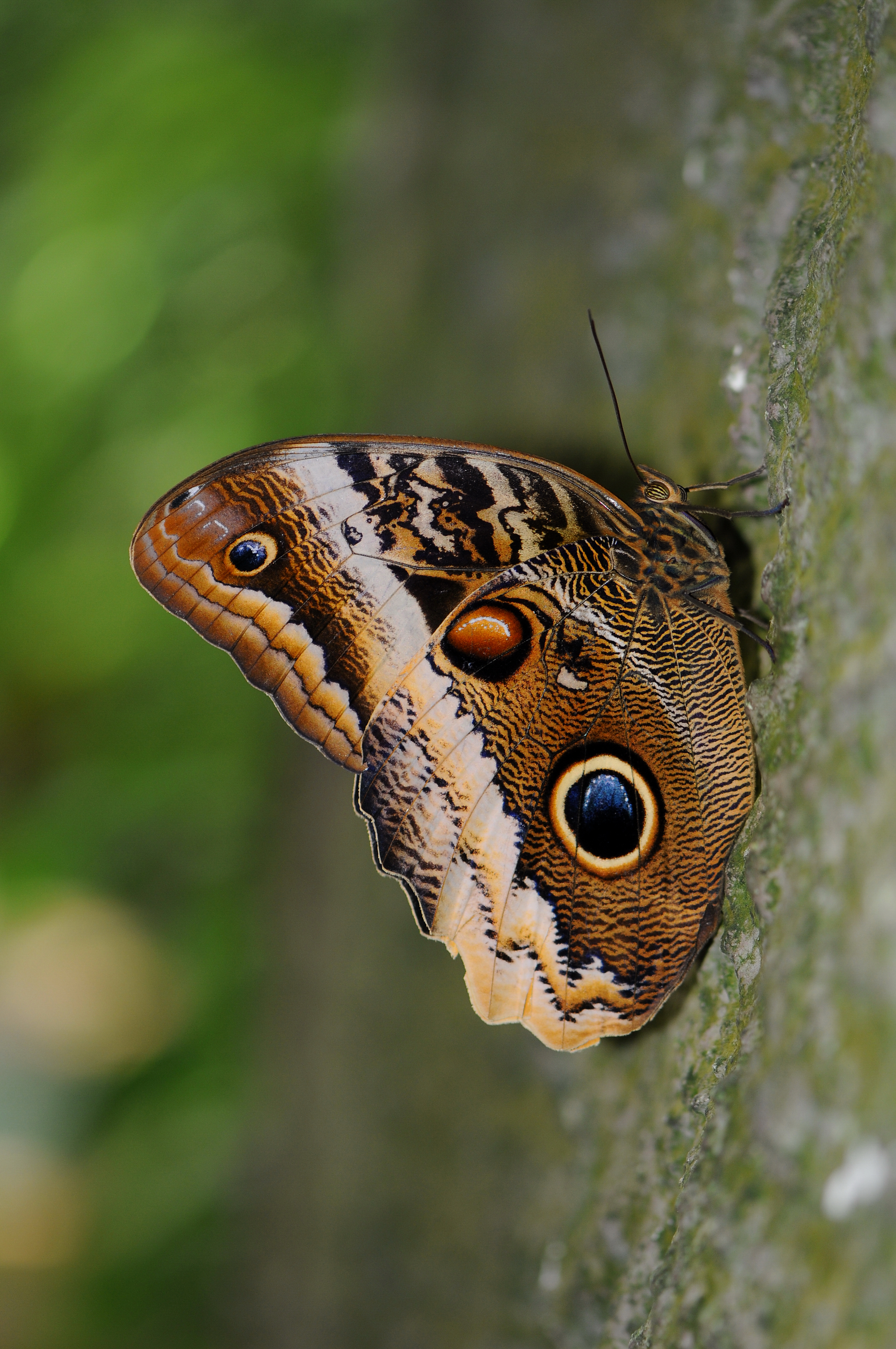
Caligo atreus

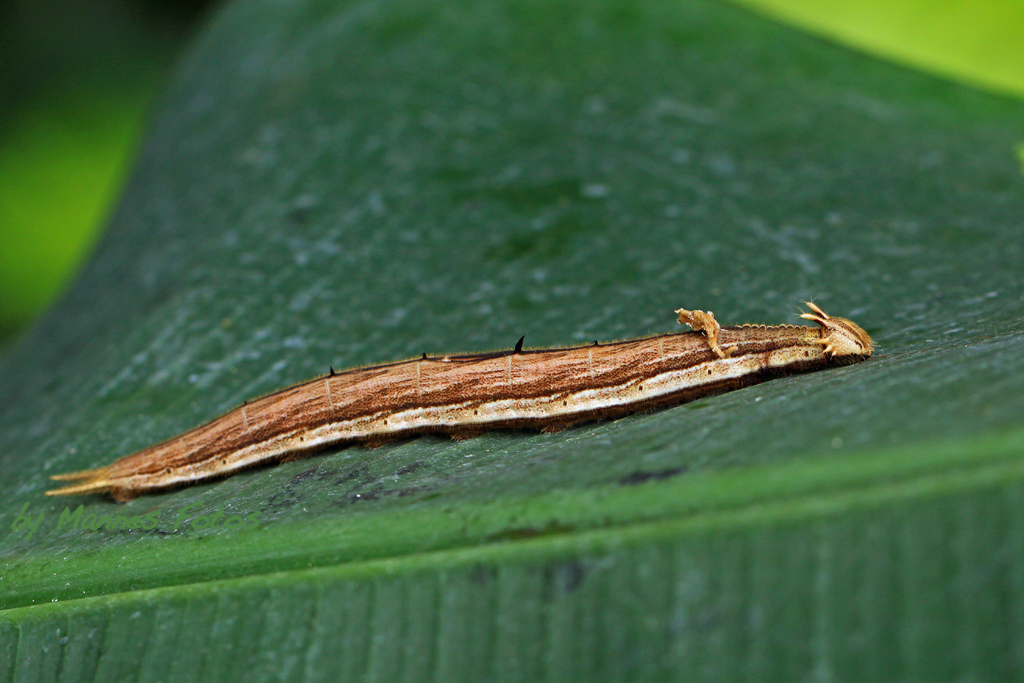
Raupe einer Caligo-Art

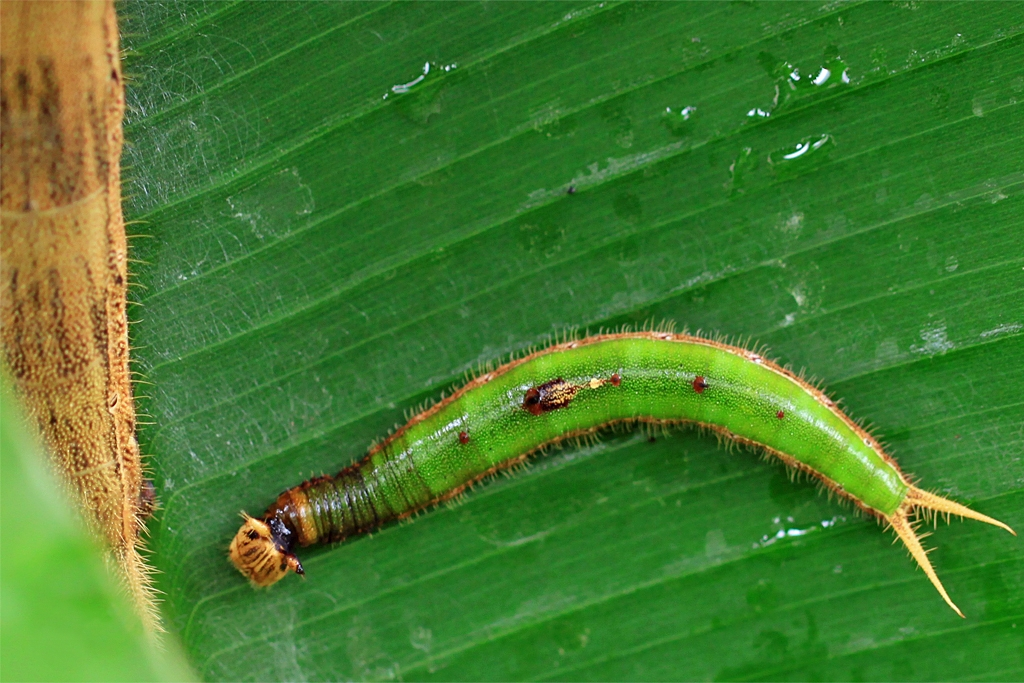
Juvenile Raupe einer Caligo-Art

Als Bananenfalter werden die Schmetterlinge der Gattung Caligo aus der Familie der Edelfalter (Nymphalidae) bezeichnet. Die Gattung umfasst 21 Arten, die mit zu den größten der Neotropis zählen. Die Raupen ernähren sich von Bananen, Pfeilwurzgewächsen und Helikonien.

## Merkmale
Die Falter sind groß und haben eine beige bis braune Grundfarbe. Die Vorderflügellänge reicht von 65 bis über 90 Millimeter bei Caligio eurolochus sulanus. Die Flügel der Männchen schimmern teilweise dunkelblau. Die Unterseiten der Flügel sind kontrastreich braun, schwarz und cremefarben gemustert. Auf dem Hinterflügel befindet sich ein großer dunkler Augenfleck, der dünn beige und schwarz umrandet ist. Kleinere Augenflecken befinden sich teilweise auf Hinter- und Vorderflügel. Durch ihre Detailtreue zählen die großen Augenflecken der Caligo-Arten (vgl. lateinisch caligo oculorum: Verdunkelung vor den Augen, Star) zu den besten Imitationen von Augen bei Tieren. Der dunkle Kern mit einem hellen Halbring darauf und dem hellen Rand erinnern stark an eine helle Iris mit einer dunklen Pupille, die eine Spiegelung hat. Sie können als Eulenauge interpretiert werden, das von einer nachgebildeten Gefiederstruktur umgeben ist, weshalb die Caligo-Arten auch den englischen Trivialnamen Owl butterflies (Eulenfalter) haben. Es ist aber umstritten, ob diese Augenflecken die Augen eines bestimmten Tieres imitieren oder ob sie als Sekundärschutz, wenn ein Fressfeind zu nahe kommt, dienen. Primär sind die Tiere durch ihr kontrastreiches Muster auf der Flügelunterseite, eine Rindenmimese, geschützt, wenn sie tagsüber mit geschlossenen Flügeln an Baumstämmen ruhen.
Die Raupen haben die typischen Merkmale der Tribus Brassolini, eine Kopfkapsel mit mehreren, teilweise verzweigten, Dornen und einen auffällig gegabelten Schwanz. Auf dem Rücken befinden sich mehrere kurze dreieckige Stacheln, was sie von den ähnlichen Raupen der Gattung Opsiphanes unterscheidet. In den ersten Stadien sind die Raupen grün, später färben sie sich braun. Im letzten Stadium können sie ein Gewicht von 16 Gramm erreichen.

## Lebensweise

### Raupen
Außer an Bananen (Musacaceae), die erst mit den Europäern nach Amerika kamen, fressen die Raupen bevorzugt an Helikonien (Heliconiaceae) und Pfeilwurzgewächsen (Marantaceae). Selten dienen Palmengewächse (Arecaceae) und Scheibenblumengewächse (Cyclanthaceae) als Nahrungspflanzen. Die Raupen sind nachtaktiv und verbringen den Tag in Schlafkolonien an der Futterpflanze. Die jungen grünen Raupen sind gut an die Blätter der Futterpflanzen angepasst, an denen sie tagsüber Schlafkolonien an den Mittelrippen bilden. Ältere Raupen sind braun wie Bananenstämme oder die Scheinstämme der Helikonien und ihre Schlafkolonien daran sind damit nur schwer zu erkennen. Für den Aufenthalt an den Blättern sind sie in diesem Stadium schon zu groß und auffällig. Raupen verschiedener Stadien fressen zusammen Seite an Seite, ohne dass es zu Kannibalismus kommt.
Auf ursprünglichen Nahrungspflanzen wie den Helikonien wachsen die Raupen langsamer, die Ursachen sind nicht genau bekannt. Es wird vermutet, dass eine geringere Stickstoffaufnahme das Wachstum bremst. Die Vermutung, dass die in den Pflanzen enthaltenen Tannine für das gebremste Wachstum verantwortlich sind, wurde widerlegt, da ihre Konzentration nach neueren Untersuchungen wesentlich geringer ist, als ursprünglich angenommen.

### Falter
Die Falter sind dämmerungsaktiv und sitzen tagsüber an Baumstämmen. Sie trinken den Saft von faulen bzw. gärenden Früchten und werden bis zu sieben Wochen alt (Caligo memnon).

## Feinde
Da keine Ungenießbarkeit oder Giftigkeit der Raupen bekannt ist, ist eine gute Tarnung die einzige bekannte Möglichkeit für die Raupen, sich vor Fressfeinden zu schützen. Es wurde beobachtet, dass sie von Ameisen nicht angegriffen werden, eine mögliche chemische Abwehr ist bis jetzt noch nicht bekannt.
Ein Eierparasitoid aus der Familie der Trichogrammatidae (Überfamilie Erzwespen) ist einer der Hauptfeinde der Falter. Diese winzigen Wespen haften sich an den Hinterflügeln beider Geschlechter fest. Wenn die Weibchen Eier legen, verlassen die Wespen die Falter und parasitieren die Eier. Aus einem Ei können sich bis zu 30 Wespen entwickeln.
In Bananenplantagen können einige Caligo-Arten zu Schädlingen werden, besonders nach dem Einsatz von Insektiziden, da diese auch die Parasitoide abtöten, die die Raupen befallen und eine ungehemmte Vermehrung unterbinden.

## Verbreitung
Die Gattung ist von Mexiko bis Südamerika verbreitet, der meisten Arten sind im Amazonasbecken zu finden. Die Falter leben im Flachland und steigen meist nicht über 1000 Meter auf. Die vertikale Verbreitung endet bei 1600 Metern.

## Systematik
Zurzeit werden 21 Arten der Gattungen zugeordnet, teilweise werden noch Unterarten unterschieden. Einige Arten kreuzen sich in der freien Natur und in Schmetterlingsfarmen, der Artstatus ist daher nicht bei allen Arten gesichert.
- Caligo arisbe
- Caligo atreus
- Caligo bellerophon
- Caligo beltrao
- Caligo brasiliensis
- Caligo euphorbus
- Caligo eurilochus
- Caligo idomeneus
- Caligo illioneus
- Caligo martia
- Caligo oberthurii
- Caligo oedipus
- Caligo oileus
- Caligo placidianus
- Caligo prometheus
- Caligo superbus
- Caligo suzanna
- Caligo telamonius
- Caligo teucer
- Caligo uranus
- Caligo zeuxippus